# Dihun

Logotip de Dihun

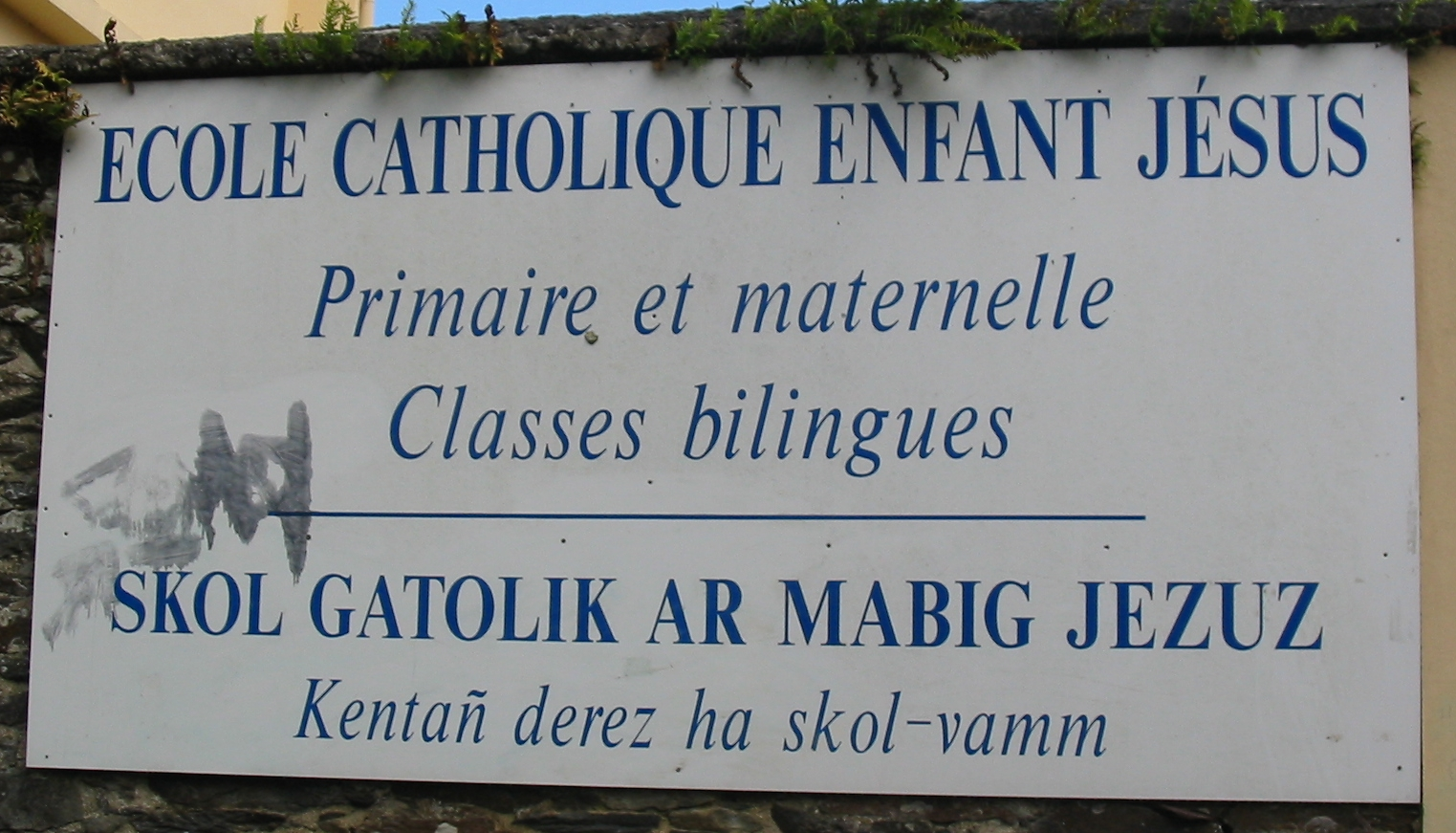
Classes bilingües a una escola de la xarxa Dihun a Carhaix-Plouguer

Dihun (en bretó Despertar) és una associació francesa de pares de família militant en la defensa de l'ensenyament del bretó a les escoles catòliques la zona bretonòfona. És l'equivalent catòlic a les associacions Diwan per a l'ensenyament associatiu i a Div Yezh per a l'educació pública.
Dihun va ser creada en 1989 per Anna-Vari Arzur de Bro Leon i Yannig Baron de Bro Gwened, i es va estendre de Morbihan i Vannes a Morbihan el 1993. Pel setembre de 2010 tenia 14 associacions locals que aplegava els pares de 4.425 estudiants escolaritzats (amb una lleugera disminució de 19 estudiants en comparació amb 2009).
Les tres associacions Dihun, Div Yezh i Diwan han unit forces per desenvolupar l'ensenyament del bretó.